# Стоун (округ, Арканзас)
Шаблон:StateAbbr_ 35°52′46″ пн. ш. 92°08′50″ зх. д. / 35.879444444444° пн. ш. 92.147222222222° зх. д.
Округ Стоун (англ. Stone County) — округ (графство) у штаті Арканзас, США. Ідентифікатор округу 05137.

## Історія
Округ утворений 1873 року.

## Демографія
За даними перепису 
2000 року 
загальне населення округу становило 11499 осіб, усе сільське.
Серед мешканців округу чоловіків було 5660, а жінок — 5839. В окрузі було 4768 домогосподарств, 3463 родин, які мешкали в 5715 будинках.
Середній розмір родини становив 2,82.
Віковий розподіл населення поданий у таблиці:
| Стать    | До 15 років | 15-21 | 22-29 | 30-39 | 40-49 | 50-65 | 65-85 | Понад 85 |
| -------- | ----------- | ----- | ----- | ----- | ----- | ----- | ----- | -------- |
| Чоловіки | 1081        | 462   | 430   | 655   | 862   | 1183  | 901   | 86       |
| Жінки    | 1029        | 480   | 397   | 700   | 809   | 1277  | 1002  | 145      |

## Виноски
1. ↑  U.S. Decennial Census. United States Census Bureau. Процитовано 27 серпня 2015.
2. ↑  Historical Census Browser. University of Virginia Library. Архів оригіналу за 11 серпня 2012. Процитовано 27 серпня 2015.
3. ↑  Forstall, Richard L., ред. (27 березня 1995). Population of Counties by Decennial Census: 1900 to 1990. United States Census Bureau. Процитовано 27 серпня 2015.
4. ↑  Census 2000 PHC-T-4. Ranking Tables for Counties: 1990 and 2000 (PDF). United States Census Bureau. 2 квітня 2001. Процитовано 27 серпня 2015.
5. ↑  State & County QuickFacts. United States Census Bureau. Архів оригіналу за 7 червня 2011. Процитовано 19 травня 2014. {{cite web}}: Cite має пустий невідомий параметр: |df= (довідка) [Архівовано 2011-06-07 у Wayback Machine.]
6. ↑  American FactFinder. Бюро перепису населення США. Архів оригіналу за 26 лютого 2012. Процитовано 31 січня 2008. [Архівовано 2008-05-21 у Wayback Machine.]

| США | Це незавершена стаття з географії США. Ви можете допомогти проєкту, виправивши або дописавши її. |